# هیرویوکی تاکی
هیرویوکی تاکی (武井 宏之 Takei Hiroyuki, زادهٔ ۱۵ مه ۱۹۷۲) یک مانگاکا ژاپنی است که بیشتر به عنوان سازنده مانگای چندفرهنگی شمن کینگ شناخته می‌شود.